# Episodi di Squadra speciale Lipsia (terza stagione)
La terza stagione della serie televisiva Squadra speciale Lipsia è stata trasmessa in anteprima in Germania dalla ZDF tra il 25 settembre 2002 e il 28 marzo 2003.
| nº | Titolo originale         | Titolo italiano              | Prima TV Germania | Prima TV Italia |
| -- | ------------------------ | ---------------------------- | ----------------- | --------------- |
| 1  | Liebeswahn               | Follia d'amore               | 25 settembre 2002 |                 |
| 2  | Der Musenkuss            | Omicidio d'artista           | 2 ottobre 2002    |                 |
| 3  | Einsame Herzen           | Cuori solitari               | 9 ottobre 2002    |                 |
| 4  | Verliebt in einen Lehrer | Amori giovanili              | 16 ottobre 2002   |                 |
| 5  | Der Hellseher            | Il sensitivo                 | 23 ottobre 2002   |                 |
| 6  | Tödliche Kurse           | Tutti colpevoli              | 30 ottobre 2002   |                 |
| 7  | Verhängnisvolle Heimkehr | Ritorno fatale               | 3 gennaio 2003    |                 |
| 8  | Toten schenkt man nichts | Ai morti non si regala nulla | 10 gennaio 2003   |                 |
| 9  | Seitensprung             | Rapporto extraconiugale      | 17 gennaio 2003   |                 |
| 10 | Die Liebesfalle          | Trappola d'amore             | 24 gennaio 2003   |                 |
| 11 | Tod einer Diva           | La morte di una diva         | 31 gennaio 2003   |                 |
| 12 | Die Witwe                | La vedova                    | 14 febbraio 2003  |                 |
| 13 | Unter Asphalt            | Sotto l'asfalto              | 21 febbraio 2003  |                 |
| 14 | Crash                    | L'incidente                  | 28 febbraio 2003  |                 |
| 15 | Die blinde Zeugin        | Omissione di soccorso        | 7 marzo 2003      |                 |
| 16 | Gute Nachbarn            | Buon vicinato                | 14 marzo 2003     |                 |
| 17 | Mord ist sein Hobby      | Colpevole                    | 21 marzo 2003     |                 |
| 18 | Das Duell                | La sfida                     | 28 marzo 2003     |                 |